# چارلز ایوانز هیوز
 چارلز ایوانز هیوز (انگلیسی: Charles Evans Hughes؛ ۱۱ آوریل ۱۸۶۲ – ۲۷ اوت ۱۹۴۸) یک سیاست‌مدار، و قاضی اهل ایالات متحده آمریکا بود.